# 설도항
설도항은 전라남도 영광군 염산면 봉남리에 위치한 어항이다. 1975년 8월 5일 지방어항으로 지정하여 관리하고 있다. 시설관리자는 영광군수이다.

## 어항구역
- 본 항의 어항구역은 영광군 염산면 오동리 제방 남단에서 봉남리 제방 남단 도출부를 연결하여 그은 선내 공유수면과 인근육역이다.

## 개발계획
- 2009년 7월 27일 변경고시된 설도항 개발계획은 다음과 같다.[1]
  - 외곽시설: 방파제(305m)
  - 접안시설: 물양장(160m)
  - 호안시설: 경사식(138m)
  - 기타시설: 배후부지조성(13,141m), 배수암거(16,500m)
  - 개략 공사비: 49억원

## 주요 어종
- 중하, 대하

## 특산물
- 설도항은 전남 영광군 염산면에 위치한 조그마한 어촌 마을의 포구로, 염산은 소금밭 천지라는 뜻이다. 설도는 특히 젓갈이 유명한데 영광군에서 어획되는 새우와 질 좋은 천일염을 결합하여 새우젖을 생산, 판매하고 있다.[2]